# Ceratostylis bulbophylli
Ceratostylis bulbophylli är en orkidéart som beskrevs av Rudolf Schlechter. Ceratostylis bulbophylli ingår i släktet Ceratostylis och familjen orkidéer. Inga underarter finns listade i Catalogue of Life.